# پریش (تقسیمات اداری)
پریش (به انگلیسی: Parish) به نوعی از تقسیمات اداری و جغرافیایی معاصر در برخی کشورهای با فرهنگ و ریشه لاتین (اروپا و امریکا) گویند.
این تقسیمات از لحاظ تاریخی به مفهوم قصبه باز میگردد که به بخش‌ها یا سرزمینهایی گفته میشده‌است که تحت نفوذ کلیسای کاتولیک بوده‌است یا برای خود به‌طور مستقل کلیسا و کشیش دائم داشته‌اند.
استفاده این واژه به قرن چهاردهم میلادی در اروپا باز میگردد و اصالتاً از ترکیب کلمات لاتین para (بیگانه) و یونانی oikos (خانه) ساخته شده‌است.
به‌طور مثال ایالت لوئیزیانا در آمریکا امروزه بجای شهرستان (county) از واژه پریش برای تقسیمات اداری داخل ایالت خود استفاده می‌کند.